# Perbál
Perbál (németül: Perwall) község Pest vármegyében, a Budakeszi járásban, a budapesti agglomerációban fekszik. A 2100-2200 fős, pezsgő életű települést magával ragadó táj veszi körül, az összetartó közösséget több civil szervezet és vállalkozás is színesíti. Az alapfokú oktatástól kezdve sok minden megtalálható a településen, ami egy fejlődő község számára fontos; így például orvosi rendelő, posta, gyógyszertár, szórakozóhelyek és üzletek sora szolgálja ki a helyiek igényeit. Perbál partnerközsége a németországi Burgwald.

## Fekvése
A Zsámbéki-medence északkeleti részén, a Gerecse és a Budai-hegység találkozásánál helyezkedik el Perbál. A község a Nyakas-hegy északkeleti végén, a hegyoldalon helyezkedik el Pest és Komárom-Esztergom vármegyék határán. Szomszédos települések: Tinnye, Piliscsaba, Budajenő, Tök, Máriahalom és Úny. Budapest-Budajenő irányából jövet az út legmagasabb pontjáról szinte minden ház látható a szomszédos települések, Zsámbék és Tök összes házával, valamint a község mögött (északnyugatra) található Úny környéki dombokkal együtt. Innen nézve jól elkülönül Perbál két része. A nagyobbik (jobb oldali, északkeleti) a tulajdonképpeni község. Tőle balra (délnyugatra) épült kisebb rész Kis-Perbál. Ez a rész egy hatvanlakásos, panelházas lakóteleppel bővült. A község közepén lévő házakat körbe fogja az újonnan épült házak koszorúja. A község északkeleti részén szerényen emelkedik a régi házak fölé a hagymakupolás, 18. században épült katolikus templom.
Nem csak a község, de a határ nagy része is dimbes-dombos. Szerencsére a lankás határban alig van olyan hely, amit nem lehet megművelni. A község határa nem nagy, de a perbáli emberek akkor sem szűkölködtek, amikor a lakosság túlnyomó többsége a földművelésből élt. Három patak folyik a községen keresztül. Tinnye felől folyik a Békás-patak, amelyik magába fogadja a Nagyforrásból kifolyó Perbáli-patakot és a Nyakasról folyó Szamárhegyi-patakot. Ezek nem bővizűek, a Szamárhegyi-patak sokszor elapad. Egykor legelők és erdők váltogatták itt egymást. Emberi településre régen és ma is alkalmas.

### Közlekedés
A településen keresztülhalad a 102-es főút, amely Biatorbágyot Pilisjászfaluval köti össze (2013 előtt az út itteni szakasza az 1104-es útszámozást viselte, akkori formájában Bicskét kötötte össze Piliscsabával). Ezen kívül Budajenő-Telki érintésével Budakeszivel is összeköti az 1103-as út, amelyen keresztül a főváros is elérhető; ennek az útnak a legmagasabb pontjáról nyílik az említett kilátás a település házaira. A községen több buszjárat, így a Budapest-Perbál-Zsámbék útvonalon közlekedő 789-es (Pátyot is érintve), 794-es és 795-ös, valamint a Kelenföld vasútállomástól induló 774-es, 798-as és 799-es busz is áthalad. Szombatra és vasárnapra virradó éjszakákon 922B jelzéssel is közlekedik autóbusz Budapest – Budakeszi – Páty útirányon át Zsámbékra, a viszonylat Perbálon azonban csak Zsámbék felé halad át, a főváros irányú utazás ekkor közvetetten, a Zsámbékról visszainduló busszal lehetséges. Az autóbuszok a zsámbéki végállomás felé áthaladnak Tökön is.

## Története

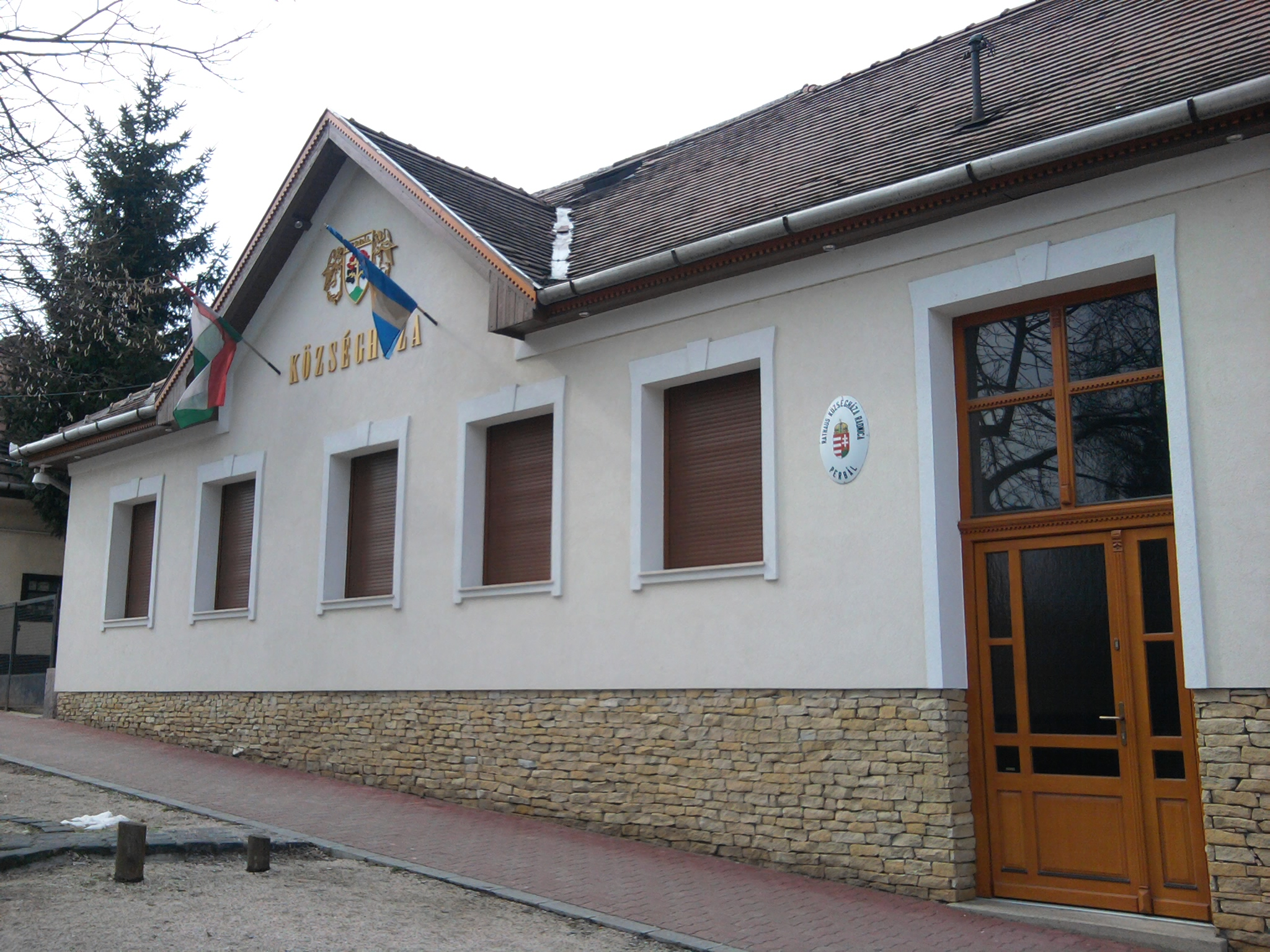
A községháza

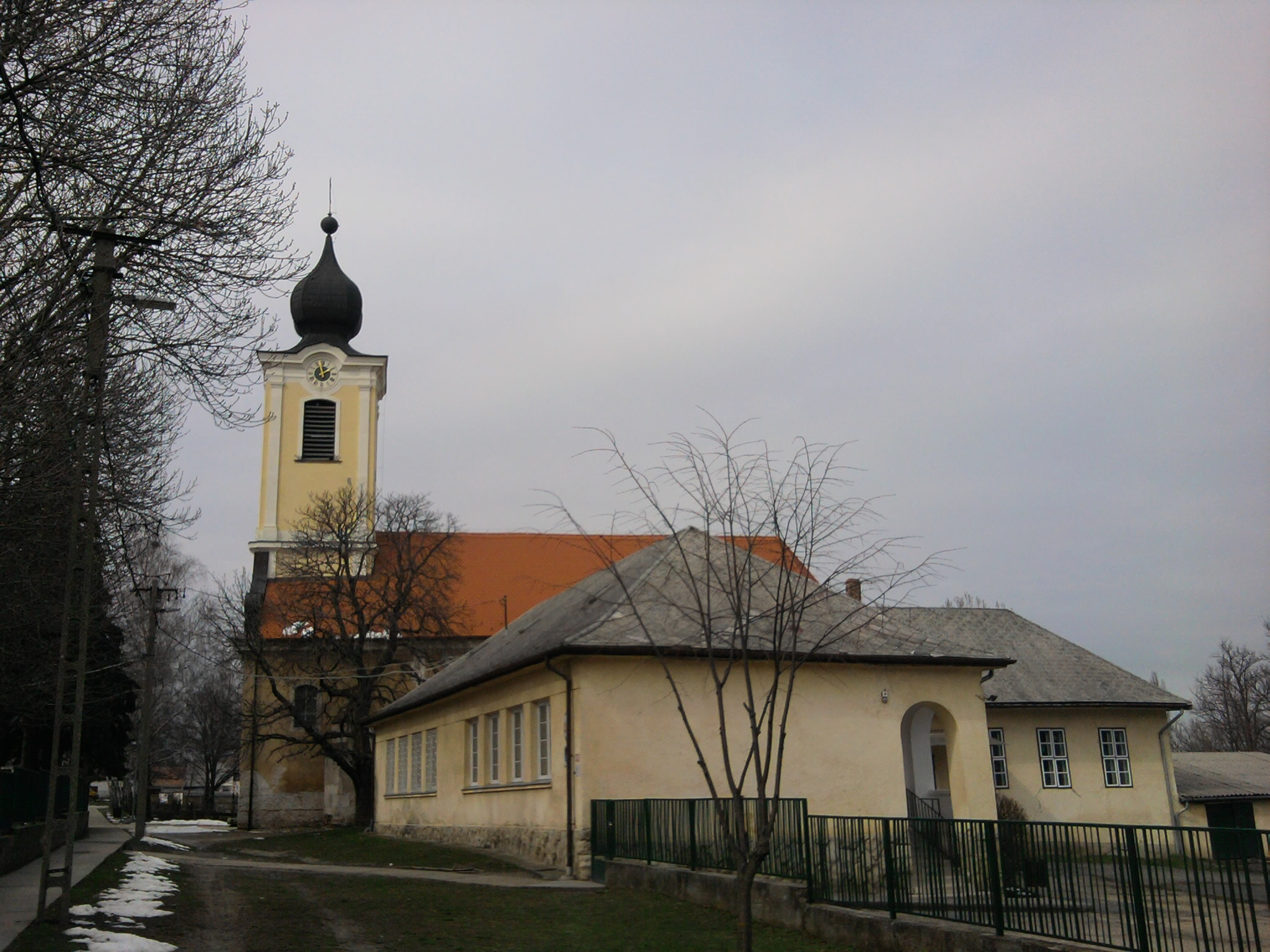
Az iskola és római katolikus templom

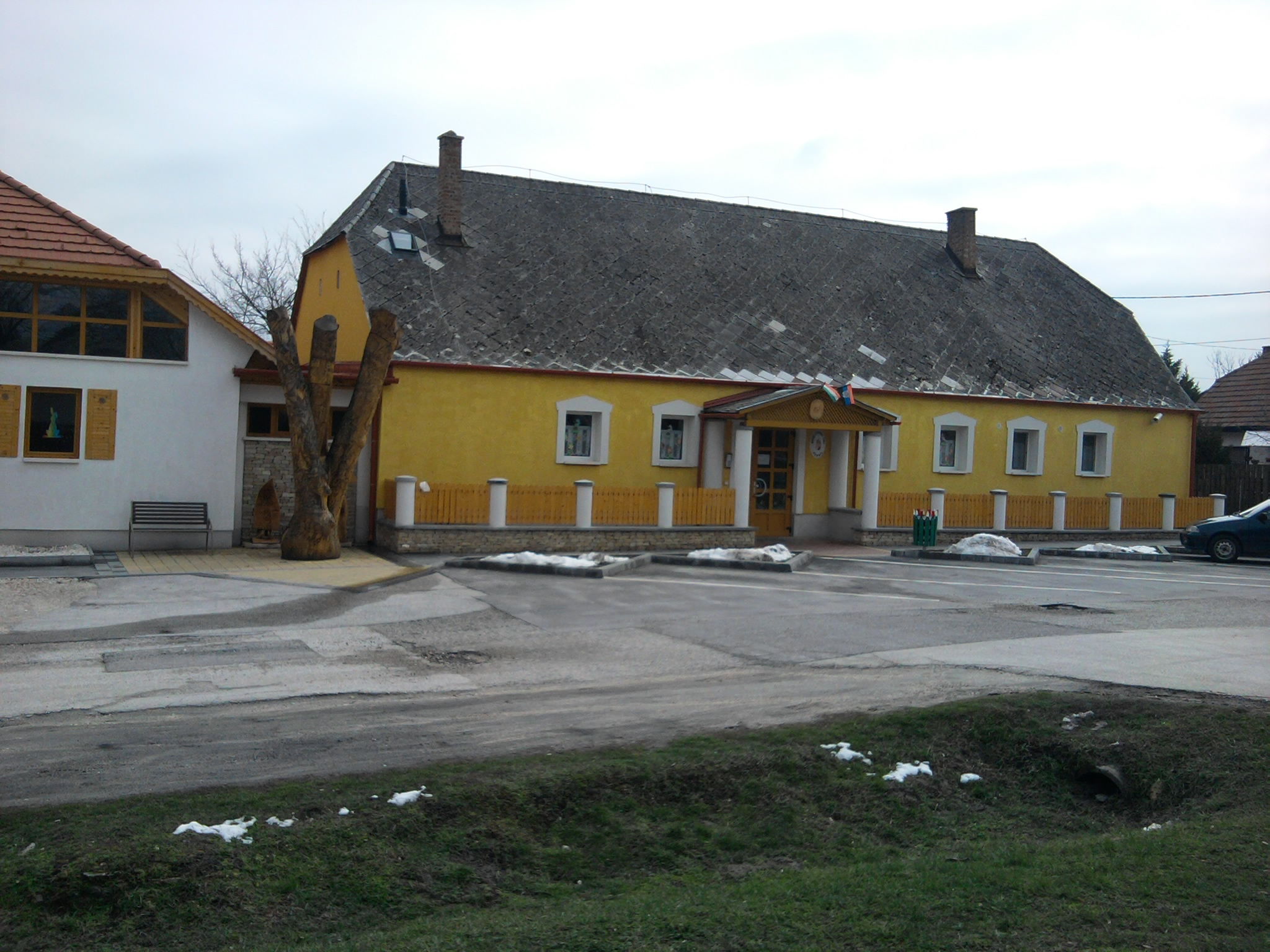
A község óvodája a mesefával

Perbál már a rómaiak idején is lakott terület volt. Ezt a település határában lévő feltáratlan római kori településnek nyomai jelzik. A rómaiak után frankok, avarok is megfordultak ezen a vidéken.
Perbál feltehetően a 13. század elején keletkezett. Nevét 1258-ban említette először oklevél Perbar, majd 1332-ben P(re)bor, P(ro)bor néven. A település a Smaragd (magyarosabb névírásmóddal Somrákos) nemzetségből származó Ajnárdfi család birtoka volt. 1258-ban Smaragdus comes itt 2 eke földet adott zsámbéki monostorának. 1332-ben a pápai tizedjegyzék szerint egyházának papja 4 garas pápai tizedet fizetett. Perbál északkeleti határában épült Aynard vára, melyet a Smaragd nemzetségbeli Zsámbéki Ajnárd épített a tatárjárás után (egyes elméletek szerint még a tatárjárást megelőzően). A vár a szomszédos Piliscsaba 1274 évi és Perbál 1401 évi adatai között is szerepelt mint határjel. Ajnát- (Zajnát) ma 380 méter magasságú hegy Perbál, Piliscsaba és Tinnye hármashatára közelében, perbáli területen.
A török uralom alatt az ekkor Pervál néven említett falu elnéptelenedett. A viszontagságos századok után a svábok, majd a szlovákok betelepítésével lett folyamatosan életképessé a település. 1744-ben hivatalosan megalapították a községet Perbál néven. 1747 a stabilizáció éve volt; a romos templomot tető alá hozták és Szent Annáról nevezték el. Ekkor indult be a községben az oktatás is: megalapították a község első iskoláját. Ekkor a falu lakói főként sváb és szlovák ajkúak voltak, de magyarok is lakták.
1882-től postája, 1899-től óvodája van a községnek. Perbál gazdaságát a mezőgazdaság alkotta leginkább. A falu határában lévő szántókon a helyiek dolgoztak. A falu környéki patakok energiáját kihasználva még a 19. században is működtek itt vízimalmok. Később a falu lakosai favágással, mész- és szénégetéssel foglalkoztak. Többen bányásztak a Pilisben, az ő emléküket őrzi a településen felállított Bányász-emlékmű. A községben állami gazdaság és gépállomás is működött.

### Nevének eredete
A legenda szerint Perbalianusnak hívták István király gyóntató papját, ki ezt a birtokot kapta szolgálataiért. „Perbáldus földje” kifejezés arról árulkodik, hogy István király e területet átengedte a Telki apátságnak. Perbáldus az apátság egyik papja vezette ezen a területen a gazdaságot.

## Címere
1992-ben Perbál megalkotta címerét, amely a település történetére, történelmére leginkább jellemző. 1992. január 1-jére elkészült az új községi címer és a községi zászló. A zászló színei: piros-fekete-kék. Címerpajzs alakú, és egy életfát ábrázol. Rajta a piros levél a magyarokat, a fekete a németeket, a kék a szlovákokat jelképezi. A címert Szilágyi László polgármester-helyettes elképzelése alapján Kézdi Lóránt érdemes művész, festő, a TV díszlettervezője tervezte. Ez alapján a zászló mellett elkészült egy nagyobb méretű, rézből készült címer, amely épület falára is kirakható. Ezt később az általános iskola tornatermének homlokzatán helyezték el.

## Közélete

### Polgármesterei
- 1990–1991: Pregitzer György (független)[4]
- 1991–1994: Rintek Béla (független)[5]
- 1994–1998: dr. Dudás Zoltán (független)[6]
- 1998–2002: Kemenczei Kálmán (független)[7]
- 2002–2006: Kemenczei Kálmán (független)[8]
- 2006–2010: Varga László (Fidesz)[9]
- 2010–2014: Varga László (Fidesz)[10]
- 2014–2019: Varga László (Fidesz–KDNP)[11]
- 2019–2024: Varga László (Fidesz–KDNP)[12]
- 2024– : Varga László (Fidesz–KDNP)[1]

1991. augusztus 11-én időközi választást tartottak a településen Pregitzer György polgármester lemondása miatt, azonban az alacsony részvételi arány miatt szeptember 1-jén meg kellett ismételni.

## Népesség
A település népességének változása:
| Lakosok száma | 2078 | 2053 | 2065 | 2056 | 2093 | 2079 | 2122 | 2118 |
|               | 2013 | 2014 | 2018 | 2019 | 2021 | 2022 | 2023 | 2024 |

A 2011-es népszámlálás során a lakosok 83,9%-a magyarnak, 0,4% cigánynak, 7,8% németnek, 1,2% szlováknak mondta magát (15,8% nem nyilatkozott; a kettős identitások miatt a végösszeg nagyobb lehet 100%-nál). A vallási megoszlás a következő volt: római katolikus 43,7%, református 7,2%, evangélikus 0,2%, görögkatolikus 0,5%, felekezeten kívüli 17,6% (29,7% nem nyilatkozott).
2022-ben a lakosság 90,5%-a vallotta magát magyarnak, 3,8% németnek, 0,6% szlováknak, 0,5% cigánynak, 0,3% ukránnak, 0,3% románnak, 0,2% horvátnak, 0,1% bolgárnak, 3,2% egyéb, nem hazai nemzetiségűnek (9,3% nem nyilatkozott; a kettős identitások miatt a végösszeg nagyobb lehet 100%-nál). Vallásuk szerint 32,2% volt római katolikus, 6,1% református, 0,7% görög katolikus, 0,6% evangélikus, 0,2% ortodox, 1% egyéb keresztény, 1,5% egyéb katolikus, 15,8% felekezeten kívüli (41,6% nem válaszolt).

## Gazdaság
Mezőgazdaság:
Perbál gazdaságát korábban a mezőgazdaság határozta meg. Erre utalnak a falut még ma is körülvevő szántók. Sokáig Perbálon működő vízimalmok is voltak, melyek a település határából eredő patak vízének energiáját használták. A '60-as '70-es években a települést körülölelő dombokon gyümölcsösök voltak, mára sajnos ezek nincsenek meg. A kedvező helyi klímának köszönhetően a perbáli lankákon a gyümölcsösök mellett jó minőségű szőlő is termett. Néhány helyi gazda még ma is készít bort pincéjében.
Ipar:
A gyorsan fejlődő gazdaság Perbált sem kerülhette el. Sokáig gépállomás működött a településen. Mára a telephely átalakult és néhány ipari létesítmény található a falu határában. Így például a precíziós alkatrészeket gyártó Prec-Forg, és a kiváló minőségű élelmiszert előállító német Bell (ZIMBO) magyarországi üzeme is Perbálon települt le. Modern csomagolórészleggel bővült élelmiszeripari cég mellett TÜZÉP és több kisebb helyi vállalkozás nyújtja szolgáltatásait. A településen működik még fatelep is. Az ipari parkban jelenleg is építkezések zajlanak, egy összeszerelő üzem épül.

## Kultúra
Kulturális igényeket minden téren kielégítő programok gazdagítják a község életét. A gyökerekhez és hagyományokhoz híven minden évben megrendezik a három napos Perbáli Búcsút, amely neves előadókon túl környékbeli előadókat is felvonultat, így őrizve meg a helyi értékeket.

## Sport
A sport területén kiváló eredményeket elért labdarúgó és asztalitenisz csapattal büszkélkedhet Perbál. Ezen kívül a sport szerelmeseinek teniszezési lehetőség is adott a településen. A lovarda és a környező falvak közti bicikliutak is mind-mind a természetbe viszik vissza a túrázni vágyókat.

## Látnivalók
Épített örökségeink:
- Római katolikus templomát Szent Anna tiszteletére szentelték, 1748–1752 között épült gótikus épületmaradványok felhasználásával.
- Pincesor
- Régi építésű sváb parasztházak
- Helytörténeti kiállítás a plébánia épületében (Cím: 2074 Perbál, Hősök tere 1.)
- Aynard várának egykori helye csekély maradványokkal a Nyerges- vagy Zajnát-hegyen.

Természeti értékek:
- Kis-forrás (magántulajdon)
- Nagy-forrás
- Meszes-hegy (Kopasz)

Emlékművek, köztéri alkotások:
- Sárkányfa
- Bányász-emlékmű
- József Attila fából faragott mellszobra
- 1956 emlékére emelt kopjafa
- Kitelepítési emlékmű
- Perbaldust ábrázoló fa szobor
- Mesefa

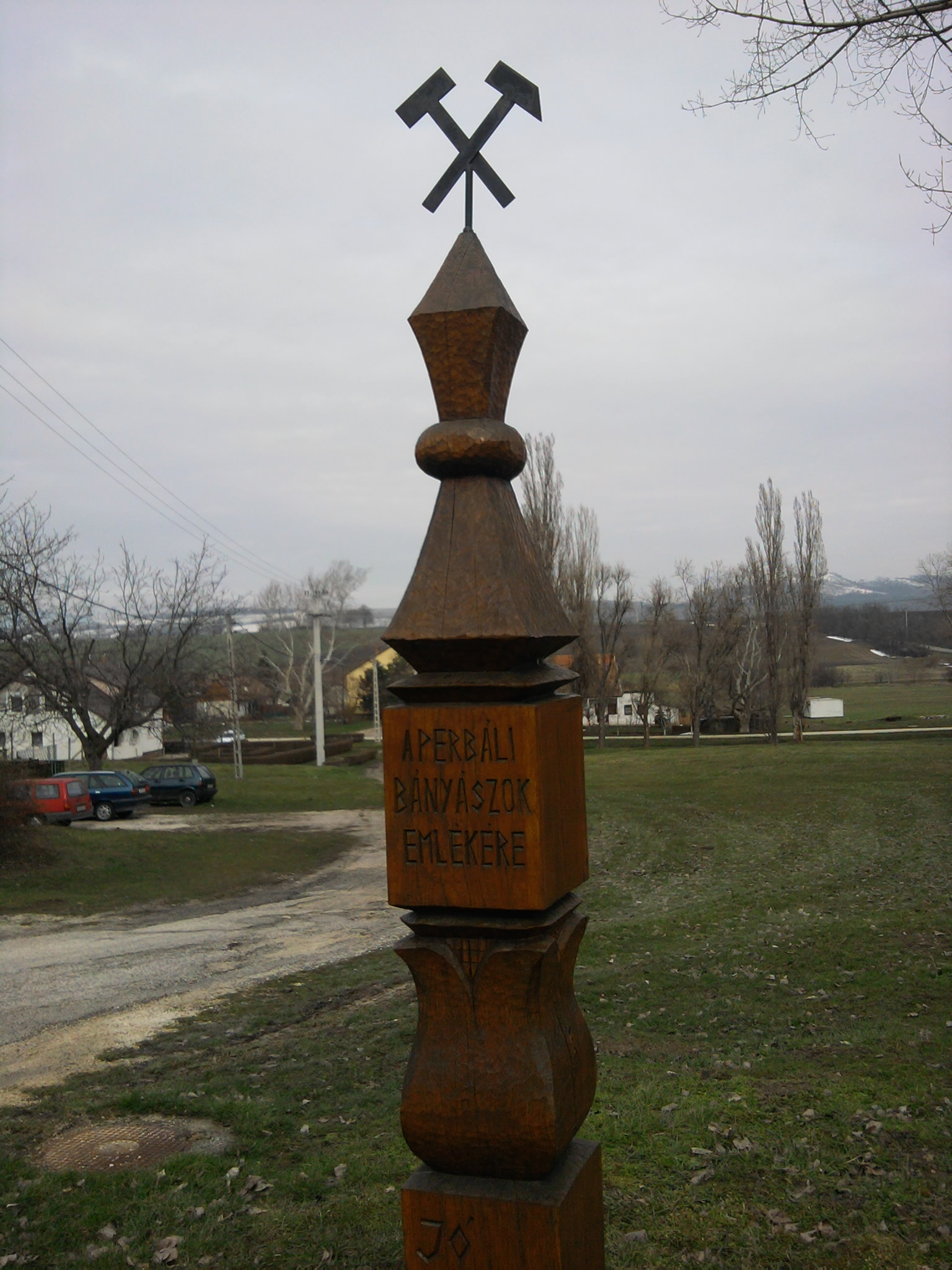
A község bányászemlékműve
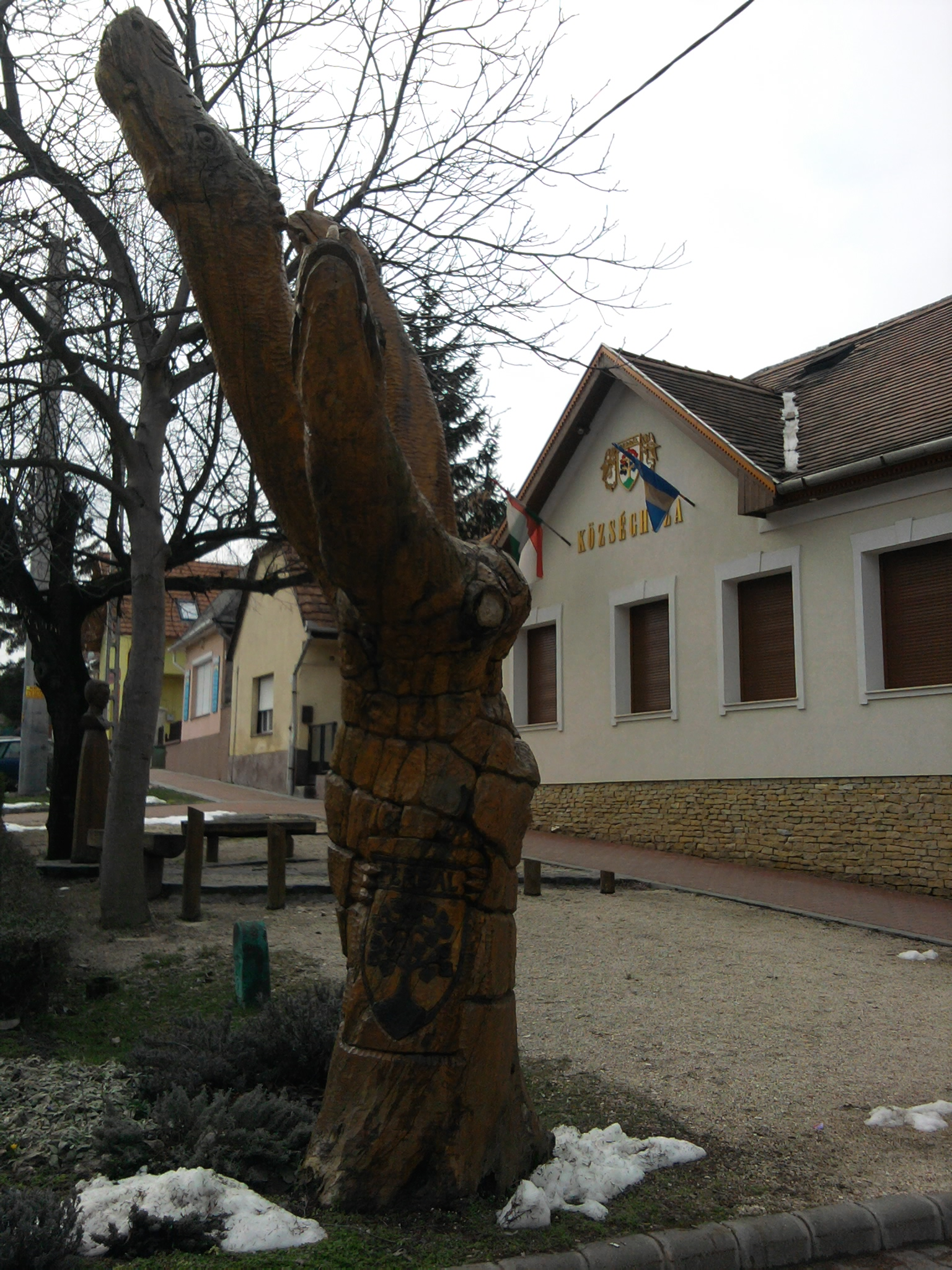
Sárkányfa a községháza előtt
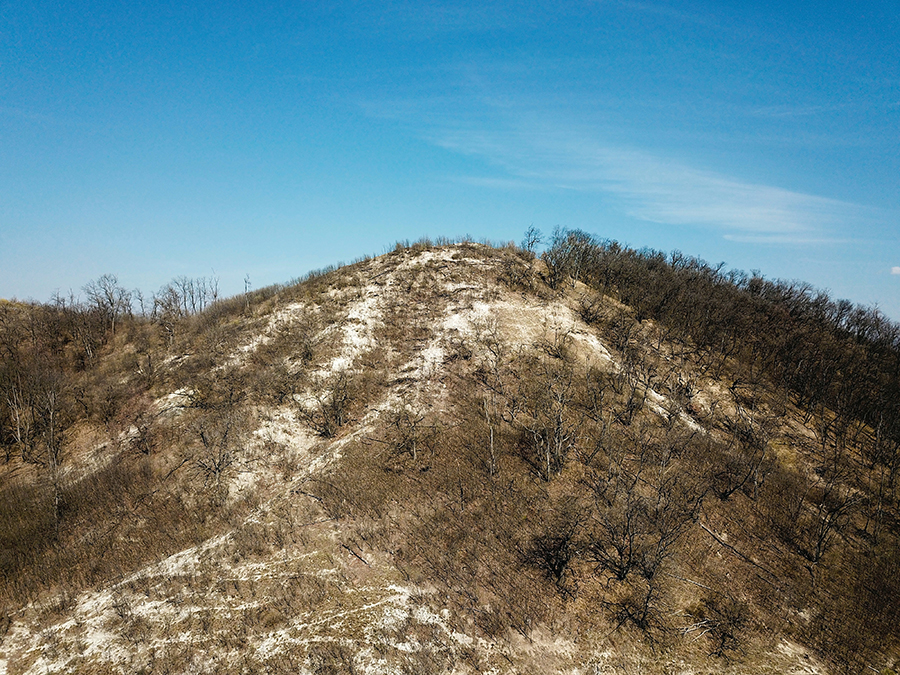
Légi fotó Aynard várának feltételezett helyéről

## Ismert emberek, akik a településhez kötődnek
- József Attila költő (1905–1937) - A régi erdészházban (ma Községháza) írta Altató című versét
- Kézdi Lóránt díszlettervező (1929–2005) - Perbál címerének tervezője
- Hajdufy Miklós filmrendező (1932–2021) - évtizedeken keresztül Perbálon élt[15]
- Szaniszló Ferenc újságíró, televíziós műsorvezető (1960– ) - Perbálon él családjával[16]

## Díszpolgárok
- Adam Daume (2009) - burgwaldi polgármester
- Sallai B. Sándor (2007) - tanító, a községi iskola volt igazgatója
- Alfons Brüggen (2006) - Zimbo Perbál Kft. ügyvezető igazgatója
- Payer Lőrinc (2000) - a partnerkapcsolati egyesület volt vezetője

## Perbálért érdeméremmel kitüntetettek
- Napraforgó nyugdíjas klub (2019)
- Juhászné Szatmári Irén (2018) - tanár
- Regősné Báder Erika (2017) - óvoda vezető
- Dr. Simon Péter (2016) - történész
- Tücsök citerazenekar (2014)
- Jobbágy Jánosné (posztumusz) (2012) - önkormányzati képviselő
- Szilágyi László (2012) - alpolgármester, a helyi sportalapítvány elnöke
- Napköziotthonos Konyha alkalmazotti közössége (2011)
- Bakai Anikó (2010) - a német nemzetiségi önkormányzat elnöke, német nyelv és honismeret szakos tanárnő
- Szurmay Gábor (2008) - a Bálvány Kft. vezetője
- Tóth Gyula (2007) - fafaragó, több perbáli köztéri szobor alkotója
- Südi Pál (2006)
- Faragó József (2006)
- Kovács Attila (2005) - futballedző
- Kúti Mária (2004) - a közösségi ház vezetője
- Mits János (2003) - plébános
- Véghné Dormány Mária (2002) - virágüzlet-tulajdonos
- Németh István (2002)
- Wentzel Ferencné (2001) - tanító
- Sallai B. Sándor (2001) - tanító, a községi iskola volt igazgatója
- Molnár Zoltán (2000) - tanító

## Jubileumi oklevéllel kitüntetettek
- Maklári József kórus (2013)
- Karitász Perbál Egyesület (2013)
- Kövér Hattyúk zenekar (2013)
- Perbáli Önkéntes Tűzoltó Egyesület (2013)
- Perbáli Bűnmegelőzési és Polgárőr Egyesület (2013)

## Perbál katonai térképeken ábrázolva

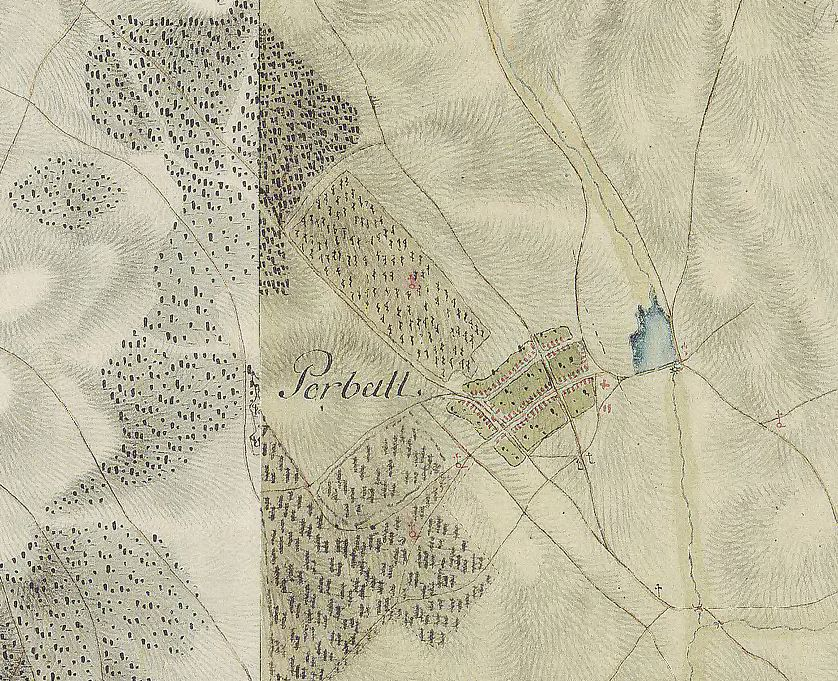
(1763-1785)
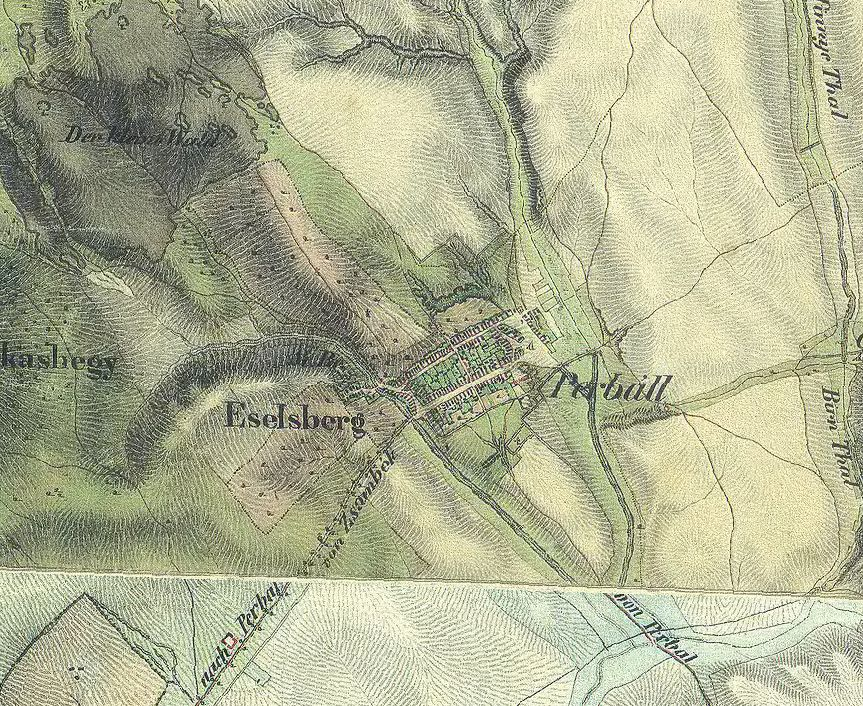
(1806-1869)
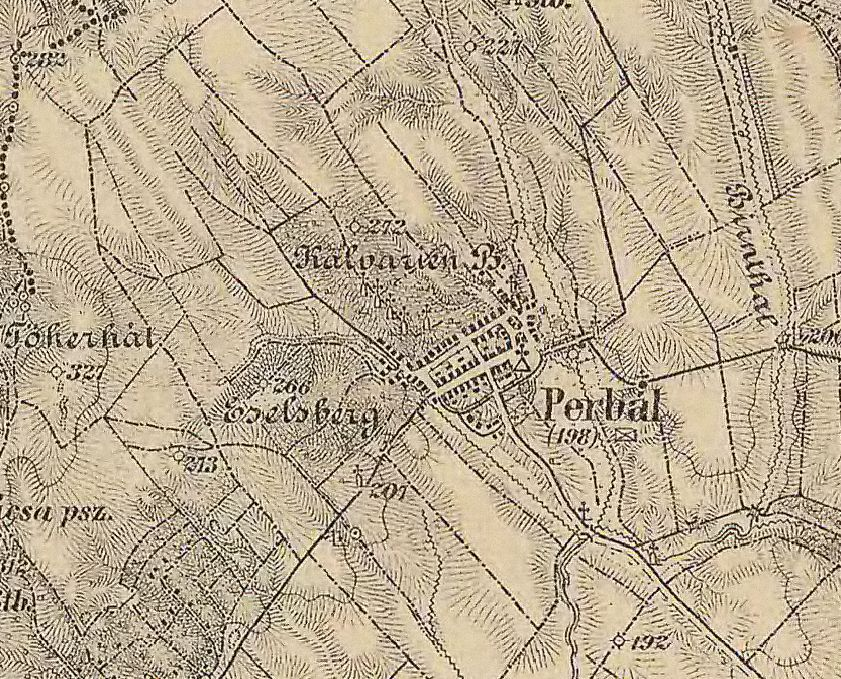
(1869-1887)